# Clodia (echtgenote van Octavianus)
Clodia of Claudia (* 54 v.Chr.) was de eerste vrouw van Octavianus, die later als Imperator Caesar Augustus de eerste princeps van Rome zou worden.

## Leven
Clodia was de dochter van de beruchte populares-politicus Publius Clodius Pulcher en de geëmancipeerde Fulvia. Waar Plutarchus haar Clodia noemt, treffen we bij Suetonius de naam Claudia aan. Zich beroepend op deze laatste en de epigrafisch geattesteerde naam Claudius voor haar broer, noemen veel moderne historici haar Claudia. Daar haar broer in een brief van Marcus Antonius de naam Claudius, maar in een brief van Cicero echter de naam Clodius draagt, moeten beide vormen voor de kinderen van Clodius gangbaar geweest zijn. Formeel correct is echter voor Fulvia's dochter waarschijnlijk de vorm Clodia, daar haar vader op het tijdstip van haar geboorte zijn nomen gentile reeds in Clodius had veranderd.
Na de dood van Clodius († 52 v. Chr.) huwde Fulvia de Caesaraanhanger Marcus Antonius, die eind 43 v.Chr. met Octavianus en Marcus Aemilius Lepidus het tweede triumviraat sloot. Om dit bondgenootschap ook door verwantschapsbanden te versterken, huwde Octavianus - naar wens van de soldaten en Antonius - ondanks een reeds eerder aangegane verloving met een andere vrouw, met Clodia, die nu een stiefdochter van Antonius was. Deze had volgens Suetonius reeds de huwelijksgerechtigde leeftijd bereikt, wat volgens de toenmalige Romeinse normen twaalf jaar was.
Toen Octavianus na de succesrijke campagne tegen de Caesarmoordenaars naar Italia terugkeerde, raakte hij al snel met Antonius’ vrouw Fulvia (tevens zijn eigen schoonmoeder) in conflict, wat op de oorlog van Perusia zou uitlopen (41 v.Chr.). Voordien had Octavianus zich echter al van Clodia laten scheiden, waarbij hij onder ede verklaarde, dat zij nog steeds een maagd was; waarschijnlijk was ze nog te jong geweest om het huwelijk te consummeren. Over haar latere leven wordt in de (ons overgeleverde) bronnen niet meer meegedeeld.